# Theresa Weir
Theresa Weir, Pseudonym: Anne Frasier (* 1954), ist eine US-amerikanische Thriller-Autorin. Weir erhielt für ihr, unter ihrem Pseudonym veröffentlichtes, Werk The Body Reader 2017 den International Thriller Award in der Kategorie „Bester Roman als Originaltaschenbuch“.

## Werke

### Anne-Frasier-Bücher
- Hush (2002)
- Sleep Tight (2003)
- Play Dead (2004)
- Before I Wake (2005)
- Pale Immortal (2006)
- Garden of Darkness (2007)
- Once Upon a Crime anthology (2009)
- The Lineup, Poems on Crime (2010)
- Discount Noir anthology (2010)
- Once Upon a Crime anthology (April 2012)
- Woman in a Black Veil (2012)
- Dark: Volume 1 (Kurzgeschichte, 2012)
- Black Tupelo (Kurzgeschichte, 2012)
- Girls from the North Country (Kurzgeschichte, 2012)
- Made of Stars (Kurzgeschichte, 2012)
- Play Dead reissue (2014)
- Stay Dead (2014)
- From the Indie Side (2014)

### Theresa-Weir-Bücher
- The Forever Man (1988)
- Amazon Lily (1988)
- Loving Jenny (1989)
- Pictures of Emily (1990)
- Iguana Bay (1990)
- Forever (1991)
- Last Summer (1992)
- One Fine Day (1994)
- Long Night Moon (1995)
- American Dreamer (1997)
- Some Kind of Magic (1998)
- Cool Shade (1998)
- Bad Karma (1999)
- Max Under the Stars, (Kurzgeschichte, 2010)
- The Orchard, a memoir (2011)
- The Man Who Left, a memoir (2012)
- Girl with the Cat Tattoo (2012)
- Come As You Are (2013)
- Geek with the Cat Tattoo (2013)
- Come As You Are (2013)
- He’s Come Undone (2014)